# Kanontafel

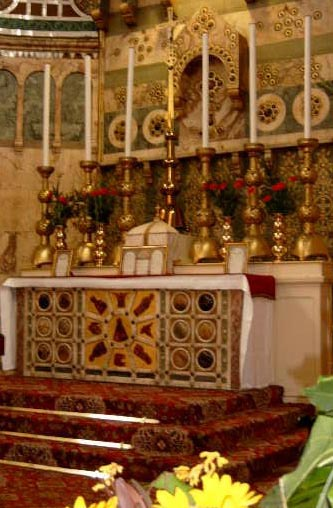
Hochaltar mit Kanontafeln: rechts und links jeweils eine kleine, mittig vor dem Tabernakel die große Tafel.

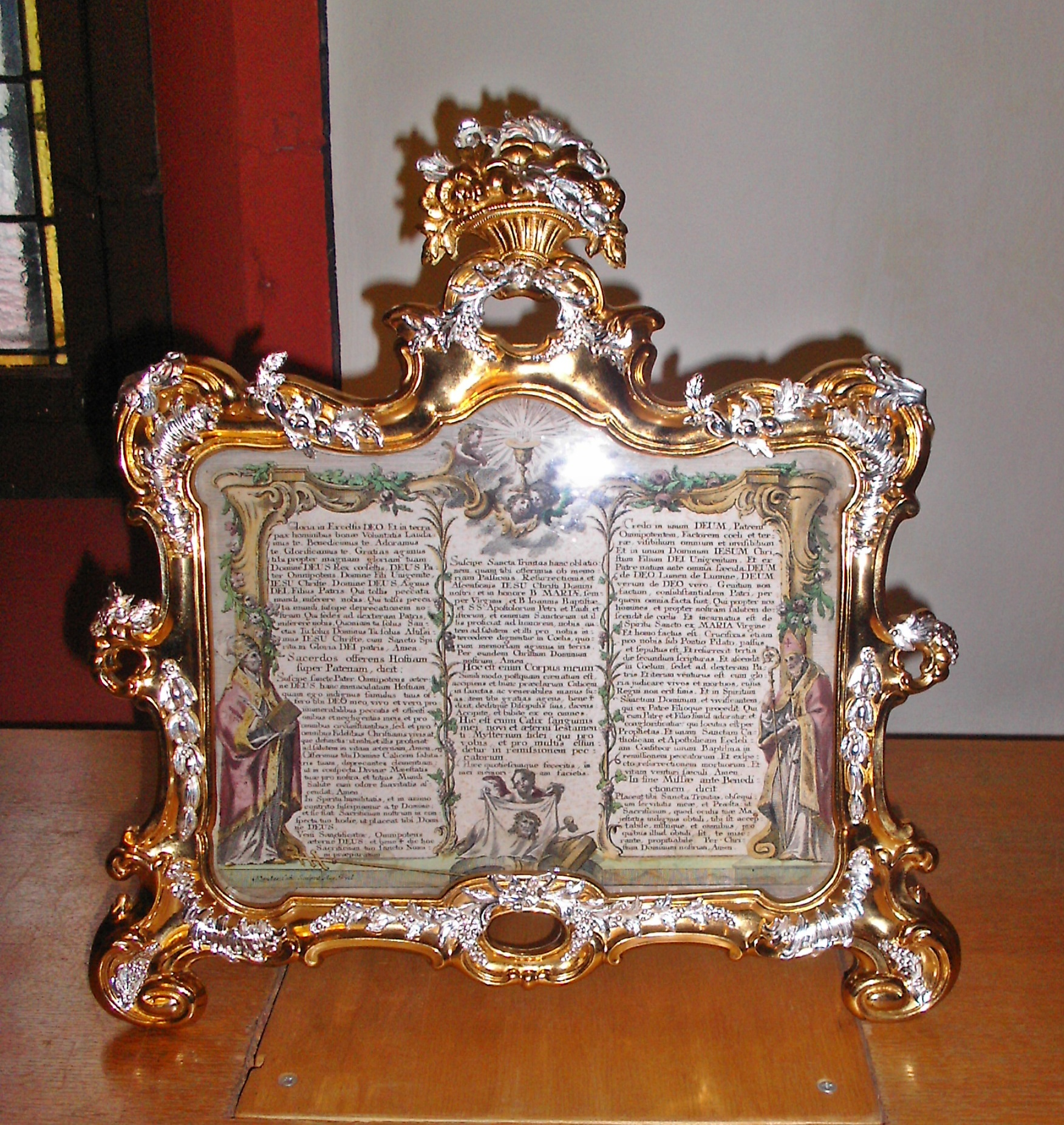
Mittlere Kanontafel im Barockstil; schwere Metallausführung, mit Öse zum Durchgreifen

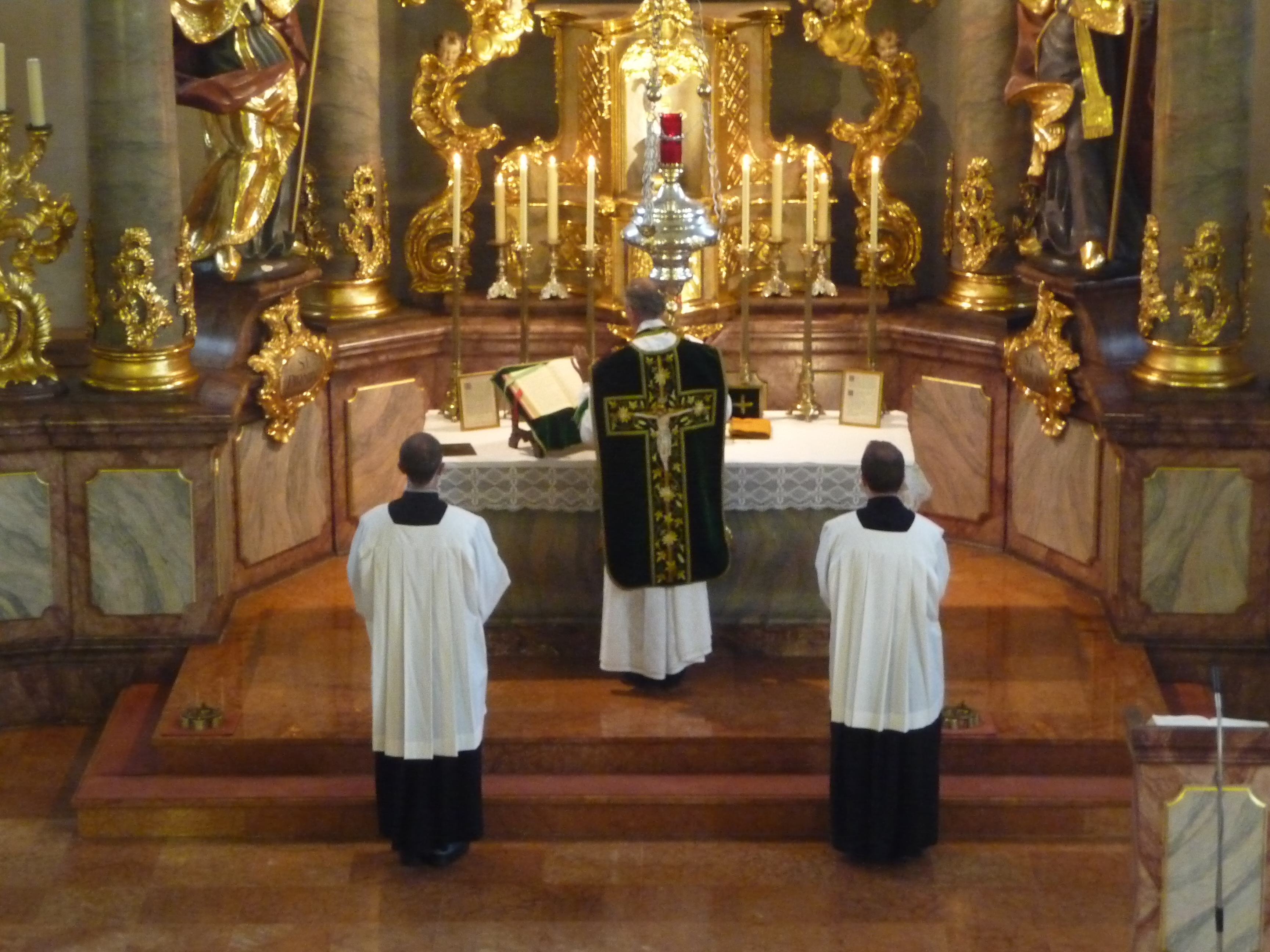
Tridentinische Messe; die große, mittlere Tafel ist durch den Zelebranten verdeckt, rechts am Altarende steht die Lavabo-, links die Evangelientafel

Als Kanontafel bezeichnet man einen liturgischen Gegenstand in der römisch-katholischen Kirche, der bis zur Liturgiereform von 1969 zur Ausstattung eines Altars zur Feier der heiligen Messe im römischen Ritus gehörte. Die Kanontafeln enthalten Texte, die in jeder heiligen Messe vom Zelebranten zu singen oder sprechen sind. Wo der römische Ritus nach der Liturgie von 1962 als sogenannte tridentinische Messe gefeiert wird, sind die Tafeln weiterhin in Gebrauch.

## Zweck und Geschichte der Tafeln
Auf der Mensa des Hochaltares liegen oder stehen drei beschriftete Tafeln, die gerahmten Bildern ähnlich sehen. Sie dienen dem Zelebranten der tridentinischen Messe als Gedächtnisstütze für feststehende Texte während der Liturgie, deren Aufschlagen im Messbuch für den liturgischen Ablauf hinderlich wäre.
Während der Aussetzung des Allerheiligsten mussten die Kanontafeln entfernt werden. Außerhalb der heiligen Messe lagen sie meist flach unter der Altardecke.
Kanontafeln mit dem Text des Canon Missae sind bereits aus dem 13. Jahrhundert bekannt. Die mittlere Tafel in der dann üblichen Form kam ab dem 15. Jahrhundert in Verwendung, die beiden anderen circa 100 Jahre später; der Gebrauch setzte sich weltweit durch. Das Missale Romanum von 1570 schrieb die mittlere Tafel im römischen Ritus verbindlich vor.
Die Tafeln sind in Latein verfasst, in der Übergangszeit bis zur ordentlichen Form des Messbuchs von 1970 gab es ab 1965 auch Kanontafeln in der Landessprache. Da sich in der Messordnung die liturgischen Abläufe änderten, benötigte man die Tafeln ab dieser Zeit nicht mehr; das Schlussevangelium war bereits 1965 weggefallen. Bei einer Zelebration versus populum am Volksaltar, die nach der Liturgiereform üblich wurde, hätten sich die Tafeln sogar störend ausgewirkt.
Im Pontifikalamt kam statt der Kanontafeln ein Kanonbuch (Canon episcopalis, zuletzt 1955 erschienen) zum Einsatz.

## Mittlere Tafel
In der Mitte der Altarmensa steht vor dem Tabernakel eine große Tafel. In der Regel trägt sie links den Text des Glorias und rechts den des Credos, mittig die stillen Opferungs- und Kommuniongebete und – besonders hervorgehoben – die Wandlungsworte aus dem Hochgebet. In der „tridentinischen“ Form steht der Priester beim Gloria und Credo vor der Mitte des Altares. Dabei kann er die Gebete nur schlecht im seitlich auf der Altarmensa liegenden Messbuch ablesen. Beim Vollzug der Wandlung ist er an gleicher Stelle sogar tief über den Altar gebeugt und kann dabei ebenfalls nicht in das seitlich platzierte Messbuch sehen. Die große Kanontafel enthält diese Passagen, sie steht in Blickrichtung vor ihm, und er kann – bei der Wandlung auch in gebeugter Haltung – die Worte leicht von ihr ablesen.
Ist die mittlere, große Kanontafel aus schwerem Material gearbeitet, befindet sich oft am oberen Ende eine verzierte Öse, durch die der Priester den Mittelfinger strecken kann, um sie beim Öffnen des Tabernakels zur Seite zu heben. Die liturgischen Vorschriften der Liturgie von 1962 verbieten dem Priester, nach dem Vollzug der Wandlung Daumen und Zeigefinger an beiden Händen voneinander zu lösen, um das Herabfallen eventuell dazwischen befindlicher Partikel der bei der Wandlung damit gehaltenen Hostie zu verhindern. Erst nach der Fingerwaschung, im Verlauf der am Ende der Eucharistiefeier stattfindenden Purifikation, darf er die Finger wieder öffnen. Deshalb muss die mittlere Kanontafel im Messverlauf immer mit geschlossenen Daumen und Zeigefingern bewegt werden, um den Tabernakel öffnen und schließen zu können; dazu dient die Öse.

## Rechte Tafel
Auf der Epistelseite (rechte Altarseite) befindet sich eine kleinere Tafel mit zwei Texten: dem Gebet zum Lavabo und dem Gebet zur Vermischung des Weins mit dem Wasser. Sie heißt auch Lavabotafel. Da der Priester, am rechten Altarende stehend, zusätzlich diverse Handlungen zu verrichten hat wie Eingießen bzw. Mischen von Wasser und Wein sowie Handwaschung und Abtrocknung, wäre es unpraktisch, dabei gleichzeitig in das Messbuch zu schauen. Auch hierbei hat er deshalb die Tafel direkt vor Augen stehen und kann bei den manuellen Riten davon die Gebete ablesen.

## Linke Tafel
Auf der Evangelienseite (linke Altarseite) befindet sich ebenfalls eine kleinere Tafel mit dem Prolog des Johannesevangeliums Joh 1,1-14 , der in der Regel nach dem Ite, missa est und dem Segen am linken Altarende als Schlussevangelium gelesen wird. Die linke Tafel – auch Evangelientafel genannt – ersetzt hierbei das an anderer Stelle des Altares auf einem Ständer liegende Messbuch.
Bis zur Liturgiereform nach dem Zweiten Vatikanischen Konzil wurde an manchen Tagen statt des Prologs des Johannesevangeliums ein anderer Evangelientext rezitiert. An diesen Tagen wurde vom Ministranten das Messbuch vor dem Schlussevangelium wieder auf die Evangelienseite getragen, aus dem der Priester dann das Schlussevangelium las.